# Бренес
Бренес (на испански: Brenes) е населено място и община в Испания. Намира се в провинция Севиля, в състава на автономната област Андалусия. Общината влиза в състава на района (комарка) Вега дел Гуадалкивир. Заема площ от 22 km². Населението му е 12 580 души (по преброяване от 2010 г.). Разстоянието до административния център на провинцията е 22 km.

## Демография
| 1996   | 1998   | 1999   | 2000   | 2001   | 2002   | 2003   | 2004   | 2005   | 2006   |
| ------ | ------ | ------ | ------ | ------ | ------ | ------ | ------ | ------ | ------ |
| 10 623 | 10 509 | 10 597 | 10 666 | 10 720 | 10 781 | 10 929 | 11 156 | 11 412 | 11 820 |